# Южни (Нагайбакски район)
Южни (на руски: Южный) е селище от градски тип в Русия, разположено в Нагайбакски район, Челябинска област. Населението му към 1 януари 2018 година е 1742 души.